# Jean-François Bougenel
Jean-François Bougenel, né à Paris le 16 mai 1786 et mort le 25 mars 1865 dans le 8e arrondissement de cette même commune, est un général français.

## Biographie
Il servit, dès l'âge de 14 ans, sur les vaisseaux de l'État, en qualité de novice ; plus tard il entra à l'école de Fontainebleau, où il fut d'abord élevé, et d'où il sortit, en 1806, sous-lieutenant au 19e de chasseurs à cheval; il fut en outre attaché au prince de Neufchâfel, en qualité d'officier d'ordonnance, et fit toutes les campagnes jusqu'au 13 septembre 1813, qu'il fut fait prisonnier à Borra, en Saxe.
M. Bougenel conquiert sur les champs de bataille les grades de capitaine et de chef d'escadron, et est nommé chevalier de la Légion d'honneur par l'Empereur le 14 juin 1813.
Rentré en France en 1814, il fut mis en non-activité, reprit du service pendant les Cent-Jours, fit là campagne avec le 10e chasseurs, ou à l'état-major de la cavalerie; il passa en 1816 dans les chasseurs de l'Isère et fut promu au grade de lieutenant-colonel du 6e chasseurs en 1827.
Après la Révolution de 1830, M. Bougenel fut nommé colonel du 6e lanciers, et le 24 août 1838, maréchal de camp, chargé du commandement de la subdivision militaire de Givet.
Il a été nommé général de division, le 28 décembre 1846. Il commande par la suite la 4e division militaire à Strasbourg  en 1849 et fait partie du comité de cavalerie.
Il sert ensuite dans la cour du Second Empire en tant que chevalier d'honneur de la princesse Mathilde.
Il est membre statutaire du premier conseil d'administration de la Compagnie des chemins de fer des Charentes, en 1863.

## Décorations
Il est :
- chevalier de Saint-Louis (1822) ;

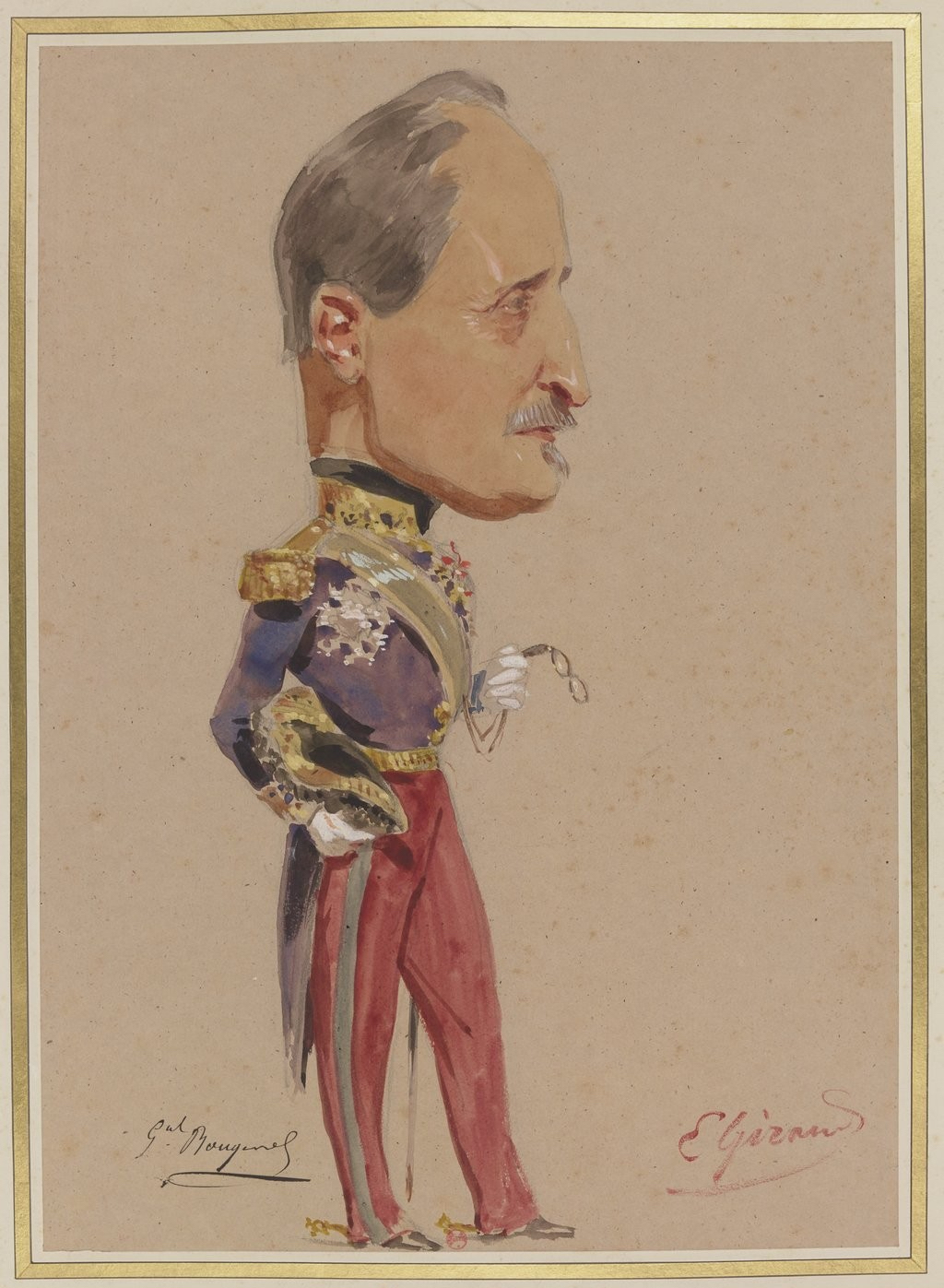
(Les Soirées du Louvre). général Bougenel.

- Grand-officier de la Légion d'honneur (1850)[4] ;
- grand-croix de l'ordre du Lion de Zaeringen (1851).

## Hommages
Il donna son nom à une caserne, une allée et un quartier de Belfort.